# Международно летище „Джон Ф. Кенеди“
Международно летище „Джон Ф. Кенеди“ (на английски: John F. Kennedy International Airport) се намира в Ню Йорк, САЩ.
То е сред най-големите световни летища, предназначено да обслужва преди всичко международни полети. Разполага с летищни съоръжения за излитане, кацане и самолетоводене и аерогара с девет терминала за обслужване на пътници и за превозване на товари. Регистрационни кодове: в IATA – JFK, в ICAO – KJFK.

## Местонахождение
Летището е построено в окръг Куинс на щата Ню Йорк, намиращ се в югоизточната част на гр. Ню Йорк, и отстои на 19 km от Южен Манхатън. Разположено е в южната част на големия остров Лонг Айланд (Long Island). На юг летището граничи с Атлантически океан и няколко бариерни обитаеми и необитаеми острови. Това е особено благоприятно от екологична гледна точка за такъв гъсто населен район.

## Инфраструктура
С мегаполиса Ню Йорк аерогарата е свързана с метро, автобуси, таксита и разполага с хеликоптери за продължаване полета на пътници до неголеми разстояния. За обслужване на пътуващите аерогарата към летището разполага с девет пътнически терминала със 151 изхода, съоръжени с „ръкави“ и достъп до железопътната система AirTrain JFK. Тази система, строена от 1998 до 2003 г., осъществява бързо транзитно преминаване покрай терминалите на аерогарата и връзка с метрото на Ню Йорк и регионални влакове. Построени са хотел и голям паркинг към всеки терминал, а специална електрическа централа обезпечава електрозахранването.

## История
Строежът на летището започва през 1943 г. Съществуващото летище Ла Гуардия (LaGuardia), намиращо се на запад, не може да поеме увеличаващия се полетен трафик. За целта строителството започва върху част от игрище за голф и общински имоти, взети от Пристанищните власти под наем.
Първият търговски полет е осъществен на 1 юли 1948 г. в присъствието на президента на САЩ Хари Труман. Летището носи името Idlewild до 1963 г., когато е преименувано на името на убития американски президент Джон Ф. Кенеди. След построяването му е обявено за международно и са прекратени международните полети до Ла Гуардия.
Проектирано е да обслужва самолети не по-големи от „Дъглас DC-6“. Производството на по-големи самолети е наложило да се извърши реконструкция в края на 1960 г. за обслужване на машини от типа „Боинг 747“. От 1977 до 2003 г. летище JFK приема и обслужва трансатлантическите полети на свръхзвуковия „Конкорд“ (Concord) на авиокомпаниите Air France и Britisch Airways.

## Дейност
Летището се управлява от пристанищните власти на Ню Йорк и Ню Джърси, които управляват и другите 2 големи летища – Ла Гуардия и Нюарк Либърти (Newark Liberty).
Летището е водещо в САЩ по отношение на оживените международни връзки и количеството приети пътници и обработени товари. То оперира със самолетите на 90 авиокомпании от цял свят. База е за търговските операции на компанията JetBlue Airways и важен международен център за Delta Air Lines и American Airlines.
За мащабите на дейността показателни за комплекса летище-аерогара са следните дани:
- Обслужени пътници за 2007 г. – 47 810 630
- Обработени товари за 2007 г. – 1 595 577 тона
- Обслужени самолети – 471 482

|  | Уикипедия разполага с Портал:Авиация |